# Lista över insjöar i Sverige med namn som slutar på -träsket
Lista över insjöar i Sverige med namn som slutar på -träsket är uppdelad i två:
- Lista över insjöar i Sverige med namn som slutar på -träsket (utom Norrbotten och Lappland)
- Lista över insjöar i Sverige med namn som slutar på -träsket (Norrbotten)
- Lista över insjöar i Sverige med namn som slutar på -träsket (Lappland)